# Квота Хилтон
Квота Хилтон (англ. Hilton Quota) — доля в экспорте дорогой высококачественной бескостной говядины, ежегодно выделяемая Европейским Союзом странам-производителям и экспортёрам мяса.

## Концепция
Практически квота выполняется за счет мяса бычков 22 — 24 месячного возраста, у которых уже появились два постоянных резца, питающихся исключительно подножным кормом, живой вес которых к моменту убоя не превышает 460 килограммов. Мясо, в виде сортовых отрубов под маркой «SC» (Special Cuts), поставляется в картонных коробках с грифом «Special Boxes Beef». В квоту входят семь разновидностей говяжьих отрубов: филейный край, кострец, вырезка, тазобедренный отруб, огузок, плоский отруб наружной части и глазок бедра.

## История
Происхождение Квоты Хилтон связано с коммерческим договором, заключенным в результате многосторонних торговых переговоров в рамках ГАТТ во время Токийского раунда, проводимого в 1979 году. Договор подписывался в отеле Хилтон, откуда и происходит название квоты. Во время этого раунда Европейский Союз согласился на то, чтобы страны-производители мяса поставляли на его рынки высококачественную говядину согласно установленной квоте.

## Распределение
По данным за 2009 год, Аргентина является страной, получившей от Европы самую большую квоту — 28 тыс. тонн годового экспорта говядины, что составляет половину всей квоты. Тем не менее, между ЕС и США было достигнуто предварительное соглашение о постепенном увеличении их доли в течение следующих трёх лет от 11 тыс. до 45 тыс. тонн на четвёртый год. Бразилия уже подняла свою квоту с 5 тыс. до 10 тыс. тонн в год. Для Уругвая установлена квота в размере 6,3 тыс. тонн в год.